# Старая фламандская лошадь
Старая фламандская — порода лошадей. Наиболее древняя порода тяжеловозов, разводится в Нижней Бельгии.
Это крупная, массивная лошадь флегматичного темперамента, способна только к ломовой работе. Вес её 2000 и даже более фунтов, рост 6-8 и 9 вершков, масть по преимуществу сивая и чалая. Небольшая голова, массивная шея, короткая и низкая холка, широкий, мускулистый раздвоенный крестец, короткие, богатые мышцами окорока. Постановка ног и движение часто порочны (медвежий ход).
Воспитывается при усиленном кормлении водянистым кормом, почти взаперти, без всякого движения, так что лошадь поставлена как бы на откорм. Этот режим применяется одинаково как к жеребятам, так и к взрослым лошадям. В результате лошади сыры, неуклюжи, вообще лимфатической конституции, но уже в двухлетнем возрасте годны для работы. В своё время считалась лучшей породой и тогда послужила для образования английских тяжеловозов.
Вытесняется брабантской, очень схожей, но более совершенной.